# Satu Mare (län)
Satu Mare är ett län (județ) i nordvästra Rumänien vid gränsen mot Ungern och Ukraina med 388 783 invånare (2018). Det har 2 municipii, 3 städer och 56 kommuner. Residensstad är Satu Mare.

## Municipii
- Satu Mare
- Carei

## Städer
- Ardud
- Negrești-Oaș
- Tășnad
- Livada

## Kommuner
| - Acâş - Andrid - Apa - Bătarci - Beltiug - Berveni - Bixad - Bârsău - Bogdand - Botiz - Călineşti-Oaş - Carei - Cămărzana - Cămin | - Căpleni - Căuaş - Cehal - Certeze - Craidorolţ - Crucişor - Culciu - Doba - Dorolţ - Foieni - Gherţa Mică - Halmeu - Hodod | - Homoroade - Lazuri - Medieşu Aurit - Micula - Moftin - Odoreu - Oraşu Nou - Păuleşti - Petreşti - Pir - Pişcolt - Pomi - Sanislău - Santău | - Săcăşeni - Săuca - Socond - Supur - Tarna Mare - Terebeşti - Tiream - Târşolţ - Turţ - Turulung - Urziceni - Valea Vinului - Vama - Vetiş - Viile Satu Mare |